# Каміні Ядав
Каміні Ядав (англ. Kamini Yadav; нар. 20 серпня 1984) — індійська борчиня вільного стилю, бронзова призерка чемпіонату Азії, срібна призерка чемпіонату світу.

## Життєпис
Боротьбою почала займатися з 2000 року.
Тренувалась на Стадіоні Індіри Ганді, Делі. Тренер — Ш. Соган Сінгх (з 2000).

## Спортивні результати на міжнародних змаганнях

### Виступи на Чемпіонатах світу
| Змагання                        | Збірна | Вагова категорія          | Місце |
| ------------------------------- | ------ | ------------------------- | ----- |
| Чемпіонат світу з боротьби 2002 | Індія  | жіноча боротьба, до 48 кг | 23    |
| Чемпіонат світу з боротьби 2003 | Індія  | жіноча боротьба, до 48 кг | 18    |

### Виступи на Чемпіонатах Азії
| Змагання                       | Збірна | Вагова категорія          | Місце  |
| ------------------------------ | ------ | ------------------------- | ------ |
| Чемпіонат Азії з боротьби 2003 | Індія  | жіноча боротьба, до 48 кг | Бронза |
| Чемпіонат Азії з боротьби 2004 | Індія  | жіноча боротьба, до 48 кг | 6      |

### Виступи на Азійських іграх
| Змагання           | Збірна | Вагова категорія          | Місце |
| ------------------ | ------ | ------------------------- | ----- |
| Азійські ігри 2002 | Індія  | жіноча боротьба, до 48 кг | 4     |

### Виступи на Чемпіонатах Співдружності
| Змагання                                | Збірна | Вагова категорія          | Місце  |
| --------------------------------------- | ------ | ------------------------- | ------ |
| Чемпіонат Співдружності з боротьби 2007 | Індія  | жіноча боротьба, до 51 кг | Срібло |

### Виступи на інших змаганнях
| Змагання                                                     | Збірна | Вагова категорія          | Місце |
| ------------------------------------------------------------ | ------ | ------------------------- | ----- |
| Олімпійський кваліфікаційний турнір з боротьби 2004 (Мадрид) | Індія  | жіноча боротьба, до 48 кг | 8     |

### Виступи на змаганнях молодших вікових груп
| Змагання                                      | Збірна | Вагова категорія          | Місце |
| --------------------------------------------- | ------ | ------------------------- | ----- |
| Чемпіонат світу з боротьби серед кадетів 1999 | Індія  | жіноча боротьба, до 43 кг | 8     |
| Чемпіонат світу з боротьби серед юніорів 2003 | Індія  | жіноча боротьба, до 48 кг | 12    |
| Чемпіонат Азії з боротьби серед юніорів 2004  | Індія  | жіноча боротьба, до 51 кг | 5     |